# سنان‌پاشا
سنان‌پاشا (به ترکی استانبولی: Sinanpaşa) یک منطقهٔ مسکونی در ترکیه است که در استان افیون قره‌حصار واقع شده‌است.